# Brachysema bracteolosum
Brachysema bracteolosum är en ärtväxtart som beskrevs av Ferdinand von Mueller. Brachysema bracteolosum ingår i släktet Brachysema och familjen ärtväxter. Inga underarter finns listade i Catalogue of Life.